# ルーク・イバノビッチ
ルーク・イバノビッチ（Luke Ivanovic, 2000年6月6日 - ）は、オーストラリアのサッカー選手。

## 経歴
2018年にシドニーFCのU-23チームに所属していたが、18番のゼッケンを受け継いで昇格した。試合では、通算40試合に出場し、4得点を挙げた。
2021年ｍブリスベン・ロアーFCに移籍した。